# Ninette y un señor de Murcia (pel·lícula)
Ninette y un señor de Murcia és una pel·lícula còmica espanyola de 1965 dirigida per Fernando Fernán Gómez, amb un guió coescrit per ell amb José María Otero basat en l'obra de teatre homònima de Miguel Mihura.

## Sinopsi
Andrés, un home senzill i tímid, propietari d'una botiga d'articles religiosos, que mai ha sortit de Múrcia, rep una herència inesperada. Aleshores marxa a París a veure el seu amic Armando. Aquest li busca allotjament a un hostal ple d'exiliats espanyols, on coneix l'atractiva Ninette

## Repartiment
- Fernando Fernán Gómez - Andrés
- Rosenda Monteros - Ninette
- Alfredo Landa - Armando

## Premis
Medalles del Cercle d'Escriptors Cinematogràfics
| Any  | Categoria     | Pel·lícula         | Resultat   |
| ---- | ------------- | ------------------ | ---------- |
| 1965 | Millor música | Antonio Pérez Olea | Guanyadora |